# Christine Joisten
Christine Joisten, ehemals Christine Graf, geboren als Christine Rost (* 1967 in Würzburg) ist eine deutsche Medizinerin und Hochschullehrerin. Sie ist Fachärztin für Allgemeinmedizin, Sportmedizin und Ernährungsmedizin.

## Leben
Joisten, Tochter des Sportmediziners Richard Rost, studierte nach dem 1986 in Köln bestandenen Abitur bis 1993 Medizin an der Universität zu Köln. 1995 wurde ihre Doktorarbeit zum Thema „Die Bedeutung kardialer und peripherlymphozytärer β-Adrenozeptoren für die Vermittlung trainingsbedingter Adaptationen“ angenommen. Ihre Zeit als Ärztin im Praktikum absolvierte sie in den Jahren 1993 und 1994 in der Inneren Medizin des Martha-Maria-Krankenhauses in Nürnberg. Als Ärztin im Praktikum und Assistenzärztin war sie 1994 und 1995 in der Kardiologie der Universitätskliniken Köln tätig. Ab 1996 hatte sie eine Stelle als wissenschaftliche Mitarbeiterin am Institut für Kreislaufforschung und Sportmedizin an der Deutschen Sporthochschule Köln inne. 2002 wurde sie wissenschaftliche Assistentin beziehungsweise Oberärztin am Institut für Kreislaufforschung und Sportmedizin.
2006 schloss sie ihre Habilitation zum Thema „Bewegungsmangel und Übergewicht – Interaktionen und therapeutische Ansätze“ ab. 2008 übernahm die zur außerplanmäßigen Professorin berufene Joisten (damals Graf) die Leitung der Abteilung Bewegungs- und Gesundheitsförderung am Institut für Bewegungs- und Neurowissenschaften der Sporthochschule.
Jeweils im Jahr 2006 wurde sie mit dem Wissenschaftspreis „Adipositas und Hypertonie“ der Deutschen Hochdruckliga sowie dem ersten Preis der Deutschen Gesellschaft für Innere Medizin „Prävention in der Inneren Medizin“ ausgezeichnet. Von 2006 bis 2018 war sie Vorsitzende des Sportärztebundes Nordrhein und trat 2012 das Amt der Vizepräsidentin der Deutschen Gesellschaft für Sportmedizin und Prävention an.
Zu ihren Forschungsschwerpunkten zählen Übergewicht und Adipositas im Kinder- und Jugendlichenalter, Diabetes, Bewegungsaspekte sowie kardiovaskuläre und innere Erkrankungen. Sie überarbeitete und erweiterte das von ihrem Vater veröffentlichte „Lehrbuch Sportmedizin“ und publizierte es 2012 in zweiter Auflage. Damit brachte sie dem Ärzteblatt zufolge „das Lebenswerk ihres Vaters (…) auf einen Höhepunkt“.